# Michelle Heimberg
Michelle Luisa Heimberg (Wettingen, 2 giugno 2000) è una tuffatrice svizzera, specializzata nel trampolino.

## Carriera
Heimberg comincia a ottenere i primi successi a livello giovanile vincendo nel 2014 la medaglia d'argento nella gara a squadre agli Europei di categoria che si sono svolti a Bergamo. L'anno successivo ottiene il terzo posto nel trampolino 1 m agli Europei giovanili di Mosca, e nel 2016 vince la medaglia d'oro nel sincro 3 m salendo complessivamente tre volte sul podio. Sempre nel 2016 disputa pure i suoi primi Mondiali giovanili terminando quarta nel trampolino 1 m.
Nel giugno 2017 debutta a livello senior ai campionati europei, vincendo a Kiev la medaglia d'argento nel trampolino 3 m dietro l'ucraina Hanna Pys'mens'ka e davanti l'altra ucraina Anastasija Nedobiha. Questa è stata la prima storica medaglia conquistata dalla Svizzera nei tuffi in 91 anni di storia dei campionati continentali. Poi a luglio prende parte pure ai suoi primi campionati mondiali svolti a Budapest.
Vanta la presenza alle Olimpiadi giovanili di Buenos Aires 2018 dove è giunta 8ª nel trampolino 3 m e nella gara a squadre miste insieme al tedesco Lou Massenberg.
Agli europei di Kiev 2019 ha vinto la medaglia di bronzo nel sincro 3 m misto insieme a Jonathan Suckow. Nel 2023 vince la medaglia d'oro ai Giochi europei nel trampolino 1 metro, mentre due anni dopo sale sul gradino più alto del podio nel trampolino 3 metri agli europei di Antalya. 

## Palmarès
- Europei di nuoto/tuffi

Kiev 2017: argento nel trampolino 3m.
Kiev 2019: bronzo nel sincro 3m misto.
Budapest 2020: argento nel trampolino 1m.
Roma 2022: argento nel trampolino 3m.
Antalya 2025: oro nel trampolino 3m, bronzo nel trampolino 1m.
- Giochi europei

Cracovia 2023: oro nel trampolino 1m, bronzo nel trampolino 3m.
- Europei giovanili

Bergamo 2014: argento nella gara a squadre.
Mosca 2015: bronzo nel trampolino 1m.
Fiume 2016: oro nel sincro 3m, argento nel trampolino 3m e bronzo nel trampolino 1m.
Bergen 2017: argento nel trampolino 1m, nel trampolino 3 m, nel sincro 3m e nella gara a squadre.
Helsinki 2018: argento nel trampolino 3m.

## Riconoscimenti
- European Aquatics Award: 2023[3]